# 若者は旅をつづける
「若者は旅をつづける」（わかものはたびをつづける）は、1970年2月1日にCBS・ソニー（現：ソニー・ミュージックレーベルズ）から発売されたフォーリーブスの6枚目のシングルである。

## 収録曲
両曲共に作詞:岩谷時子、作曲:いずみたく、編曲:大柿隆
1. 若者は旅をつづける
2. 愛の鐘が鳴る

作品コード:000-7237-1